# 여인의 향기 (1974년 영화)
《여인의 향기》(Profumo Di Donna, Scent of a Woman)는 프랑스에서 제작된 디노 리시 감독의 1974년 코미디, 드라마 영화이다. 비토리오 가스만 등이 주연으로 출연하였고 피오 안젤레티 등이 제작에 참여하였다.

## 출연

### 주연
- 비토리오 가스만
- 알레산드로 모모
- 아고스티나 벨리
- 모이라 오페이

### 조연
- 토린도 베르나르디
- 칼라 만치니
- 로렌조 피아니
- 스테파냐 스푸그니니

## 기타
- 원작자: 지오바니 아피노
- 미술: 로렌조 바랄디
- 의상: 베니토 퍼시코